# Parit Raja

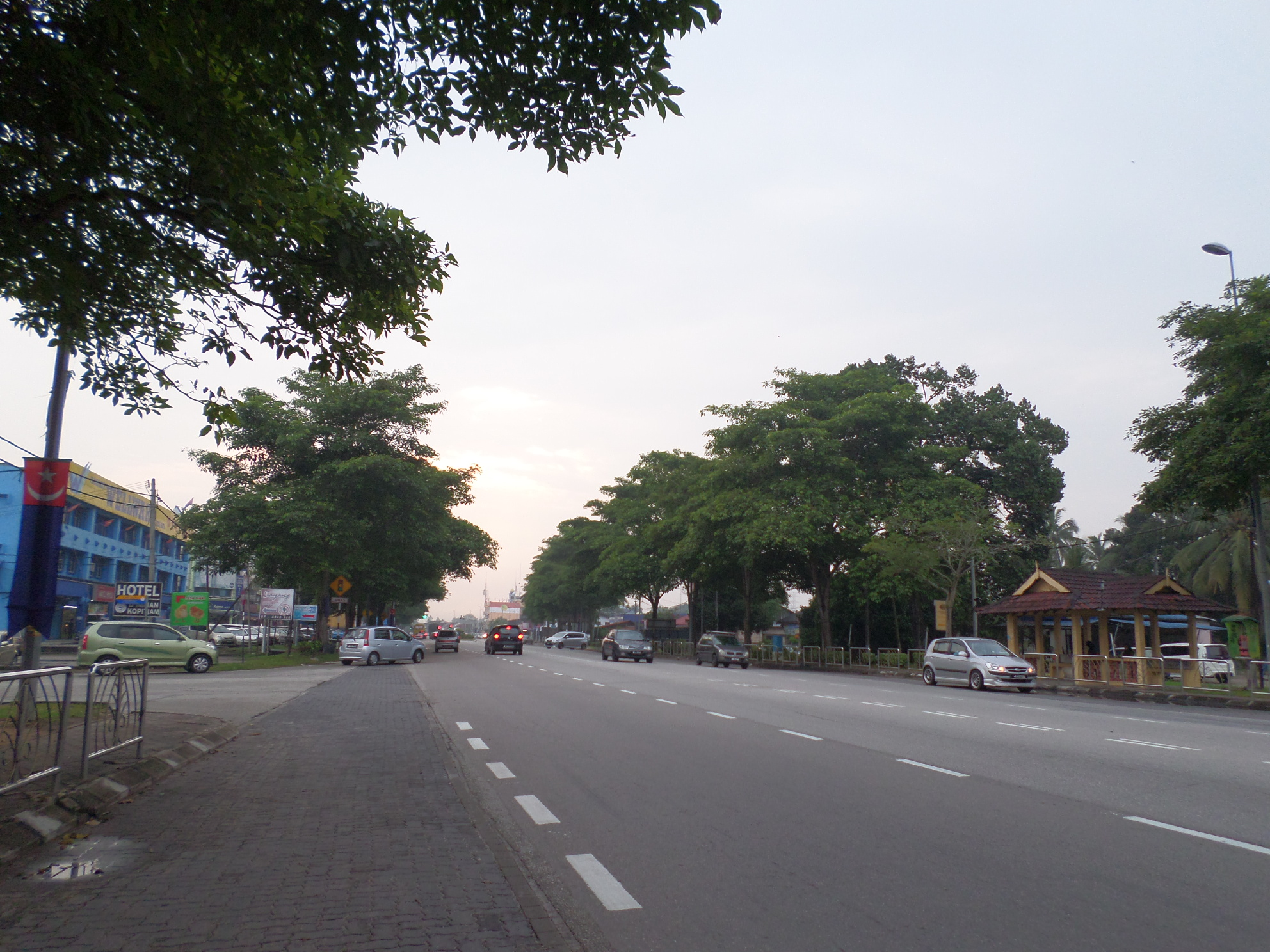
Parit Raja

Parit Raja is een plaats in de Maleisische deelstaat Johor.
Parit Raja telt 3000 inwoners.